# Evidenční číslo sbírkového předmětu
Evidenční číslo sbírkového předmětu používané při evidenci sbírek v muzeích je buď číslo přírůstkové, kterým je sbírkový předmět označen při zařazení do chronologické evidence, nebo inventární, kterým je sbírkový předmět označen při svém zařazení do evidence systematické. 
Přidělení evidenčního čísla inventárního není důvodem k odstranění čísla přírůstkového. Evidenční záznam na předmětu nesmí být snadno odstranitelný, ale zároveň musí být umístěn tak, aby předmět nebyl znehodnocen a nebyly omezeny možnosti jeho prezentace.